# Tony Hoar

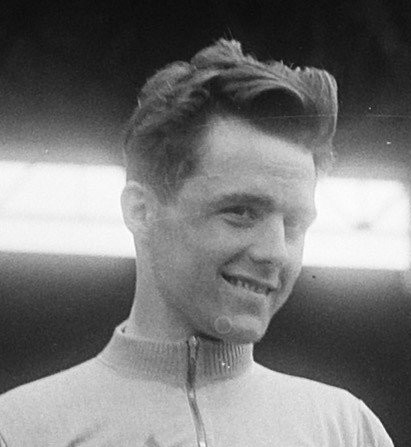
Tony Hoar (1955)

Tony Hoar (* 10. Februar 1932 in Emsworth; † 5. Oktober 2019 in Victoria (British Columbia)) war ein britischer Radrennfahrer.

## Sportliche Laufbahn
Hoar war im Straßenradsport aktiv. 1954 siegte er in dem traditionsreichen britischen Eintagesrennen Folkestone–London vor Ron Jowers. Hoar gewann drei Etappen der Tour of Ireland und wurde Gesamtdritter hinter dem Sieger Bernard Pusey. Er vertrat England bei den Commonwealth Games im Straßenrennen.
1955 wurde er Unabhängiger und 1957 Berufsfahrer im Radsportteam Cilo. 1955 wurde seine erfolgreichste Saison. Hoar gewann Etappen in der Ägypten-Rundfahrt, in der Tour of Britain und in der Ronde van Nederland. Dazu erhielt er eine Einladung zur Tour de France. Er fuhr für die britische Nationalmannschaft und beendete die Tour auf dem 69. Rang. Damit belegte er den letzten Platz und erhielt die inoffizielle Auszeichnung Lanterne Rouge. In der Vuelta a España schied er aus.

## Berufliches
Nach seiner Karriere wanderte er nach Kanada aus, heiratete dort und betrieb einen Fahrradladen. Er war ein Bastler und Erfinder, der vielfältige Räder zum Lastentransport oder auch für Kranke entwickelte.